# Irwin (Karolina Południowa)
Irwin – jednostka osadnicza w Stanach Zjednoczonych, w stanie Karolina Południowa, w hrabstwie Lancaster.